# 車両用大型ニッケル水素電池特許に対する負担

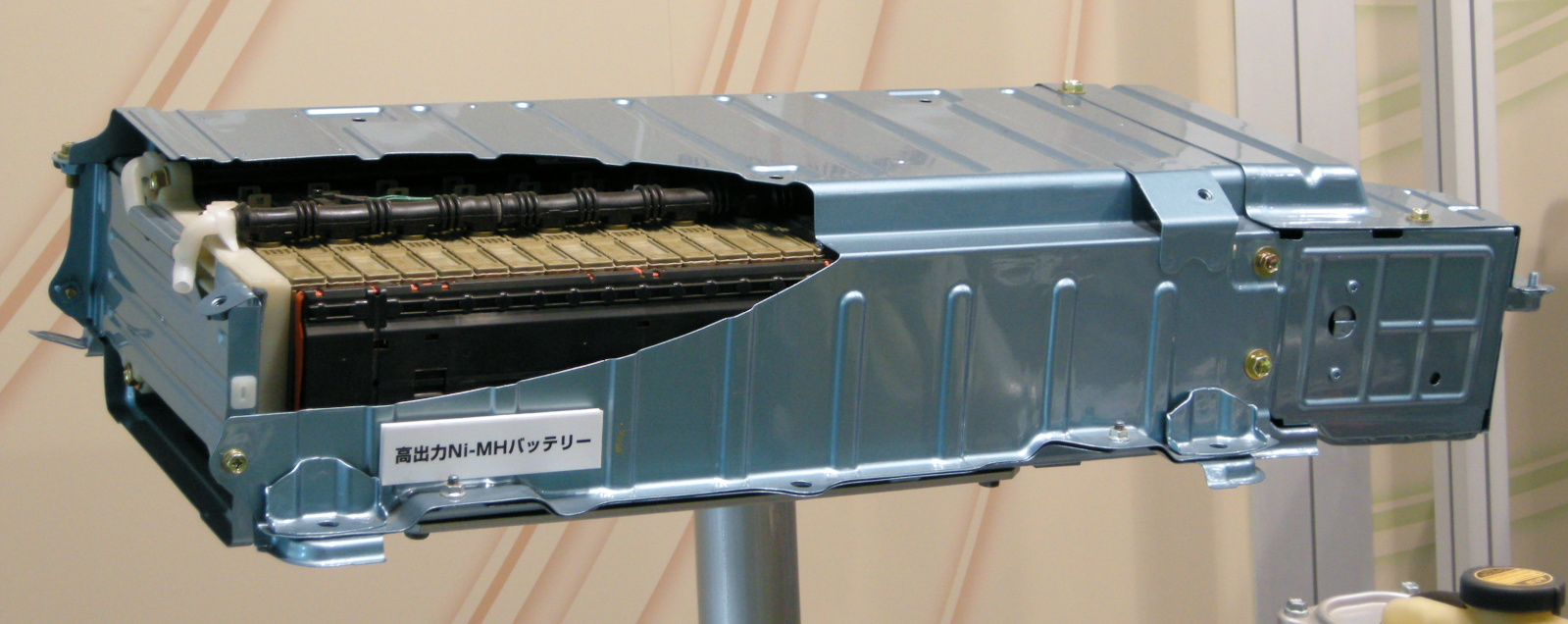
トヨタ プリウスのハイパワーNiMHバッテリー

車両用大型ニッケル水素電池特許に対する負担（しゃりょうようおおがたニッケルすいそでんちとっきょにたいするふたん）は、企業(の利益)がニッケル金属水素化物(NiMH)電池技術の商業化を妨げるために特許制度を使用したという申し立てに言及している。
ニッケル水素電池技術はリチウムイオン電池パックの技術が実用的な代替品になる前に、バッテリー電気自動車(BEVまたはEV)、プラグインハイブリッド電気自動車(PHEV)、およびハイブリッド電気自動車(HEV)の開発にとって重要であると考えられていた。

## 背景
現代のニッケル水素(NiMH)電気自動車用バッテリーは、GSユアサコーポレーションの押谷正彦博士と、オボニック・バッテリー・カンパニーの創設者であるスタンフォード・ロバート・オブシンスキーによって発明され、特許を取得した。現在、電気自動車業界の傾向はNiMHに代わるリチウムイオン(Li-Ion)技術の開発に向かっている。2009年、トヨタはプリウス(ガソリンと電気のハイブリッド車モデル)に使用されているニッケル水素電池の潜在的な代替品として、リチウム電池をテストした。同社は、プリウスでは引き続きニッケル水素電池を使用すると述べたが、リチウム技術に基づく完全電気自動車を導入するとしている。リチウムイオン技術(より高いエネルギー比とパワー比により機能的に優れている一方で)は、(2009年時点で)より高価であり、長期的な信頼性に関しては比較的テストされていない。2007年、国立再生可能エネルギー研究所は、セルが正しく制御されていないか損傷している場合、Li-Ionバッテリーは危険な過熱や発火にさらされる可能性があると述べた。2011 年、en:National Highway Traffic Safety Administrationはリチウム電池を動力源とする車両の安全性を調査し、他の車両よりも火災のリスクが高くないと結論付けた。
米国エネルギー省によると、リチウム電池の主な利点には、高い電力対重量比、高いエネルギー効率、優れた高温性能、および長期間使用されていないときに自然放電する傾向が低いことが含まれる。ニッケル水素電池は、自己放電が大きく、高温になると発熱しやすく、水素の損失が問題になる。しかし、これらの問題はいずれも、優れた信頼性を誇るトヨタのプリウスにニッケル水素電池を使用することを妨げなかった。

## 1990年代の市場実現可能性

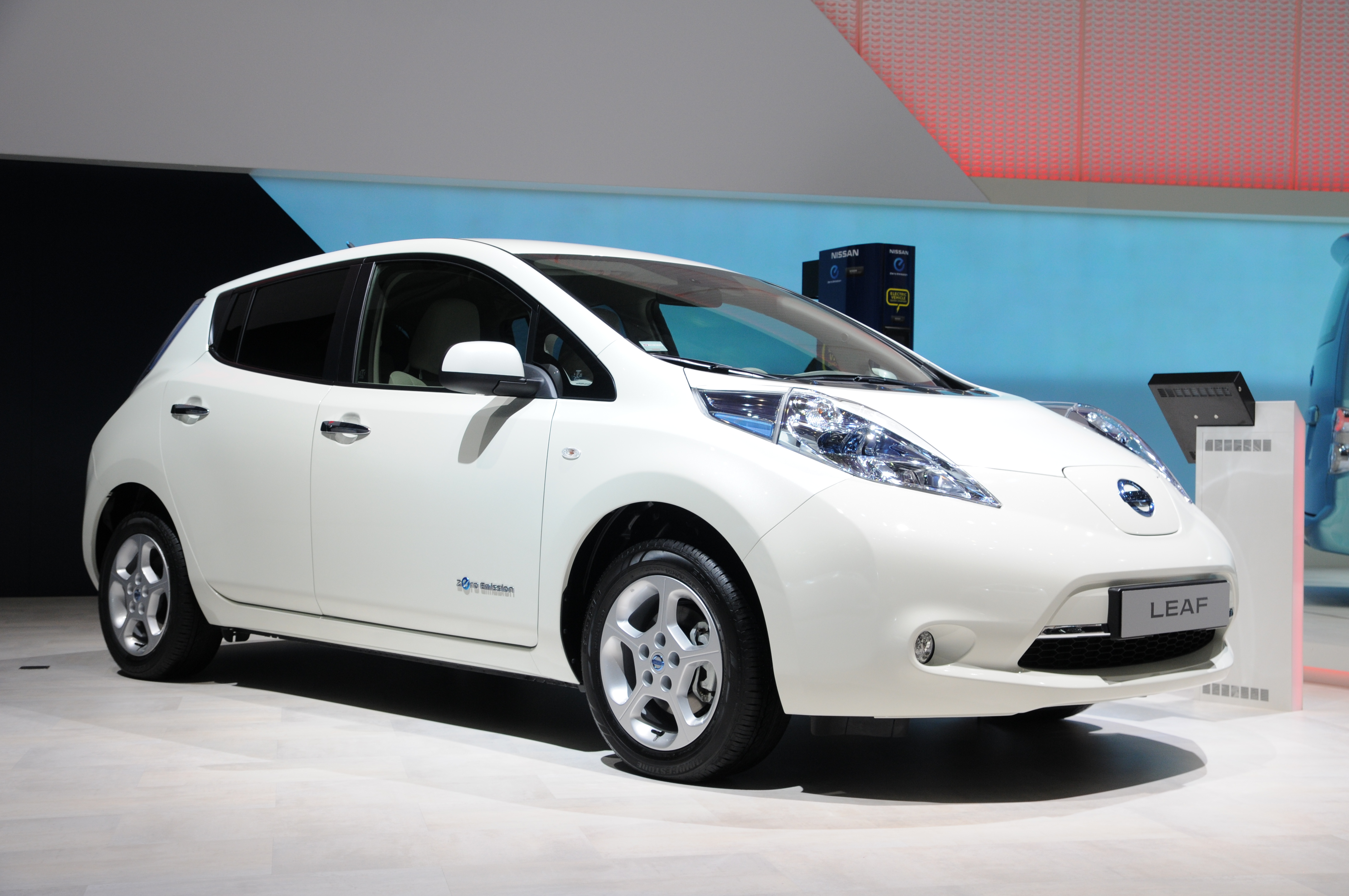
2011年の日産リーフは、1999年のGM EV1より航続距離が短く、バッテリー容量が小さかった。 にもかかわらず、ヒットした。

1999年のGM EV1量産車は、ニッケル水素電池を搭載し、26.4kWhの電池を搭載し、EPAでの航続距離は105マイルであった。
2011年の日産リーフの量産車には、24kWhのバッテリーと84マイルのEPA航続距離があった。
航続距離が短いだけでなく、1999年のGM EV1よりもバッテリー容量が小さいにもかかわらず、リーフは2016年にバッテリー容量が最初に増加する前に、世界中で200,000人の購入者を見つけた。
これに基づくと、1990年代にNiMH技術が十分に進歩していなかったという主張は誤りのようである (少なくとも、比較的大きな寸法と重量のバッテリーをより簡単に収容できる 2 人乗りの車に関しては)。

## ゼネラルモーターズと米国自動車バッテリーコンソーシアム

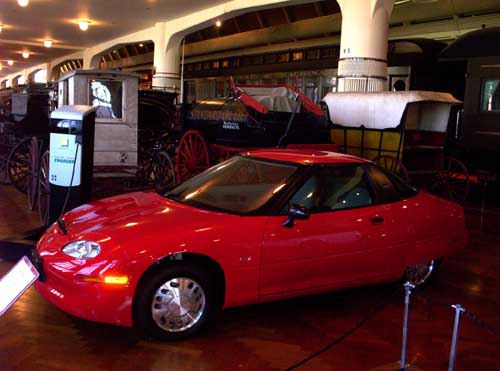
オボニックステクノロジー(会社名)は、ゼネラルモーターズがEV1電気自動車で使用するために取得したが、以前のモデルの鉛蓄電池がNiMHバッテリーに置き換えられ始めた直後に生産が終了した。

2006年のドキュメンタリー「誰が電気自動車を殺したのか?」のインタビューで、オブシンスキーは1990年代初頭に、自動車産業が米国自動車バッテリーコンソーシアム(USABC)を設立し、カリフォルニア州大気資源委員会(CARB)を通じてオブシンキーのバッテリー関連特許に関する知識が一般に広まるのを防ぐことで、電気自動車技術の開発を抑圧したと述べている。
オブシンスキーによると、自動車業界は、NiMH技術はまだロードカーで広く使用される準備ができていないと誤って示唆をした。
ゼネラルモーターズ、フォード、および クライスラー を含むUSABCのメンバーは、オブシンスキーがBEVでのNiMHの使用の可能性を宣伝し続ける場合と、 彼がテスト用バッテリーをUSABC の一部ではない新興の電気自動車メーカー Solectria に貸し続けた場合オブシンスキーに対して法的措置を取ると脅した。ビッグ3の自動車会社は、NiMH技術を開発するためにオボニックスに与えられた連邦政府の助成金に同額を支払ったため、彼の行動はバッテリー技術に対する独占権を侵害していると主張した。批評家は、電気自動車は技術的にも商業的にも実行可能ではないことをCARBのメンバーに納得させることにビッグ3が関心を持っていたと主張している。
1994年、ゼネラルモーターズはオボニックのバッテリーの開発と製造における支配権を買収した。これには、大型のNiMHバッテリーの製造を管理する特許が含まれる。資本提携の当初の目的は、 GMのEV1 BEV用のNiMHバッテリーを開発することであった。GMオボニックスバッテリーの販売は、後にGMのマネージャーであり、CARBの批評家であるジョン・ウィリアムズに引き継がれ、オブシンスキーはGMに売却するという彼の決定が甘かったのではないかと疑問に思った。EV1プログラムは、オボニックスバッテリーがEV1の航続距離を150マイル以上に延長したことをフィールドテストで示したにもかかわらず、新しいNiMHバッテリーが広く商品化される前にGMによってシャットダウンされた。
ここでいう「フィールドテスト」とは、1999年から2003年にGMが賃借人から(彼らの抗議を理由に)車を取り上げて粉砕するまで、NiMHを搭載したこれらの車が顧客の手にあったため、顧客による実際の使用を意味する。

## シェブロンとコバシス

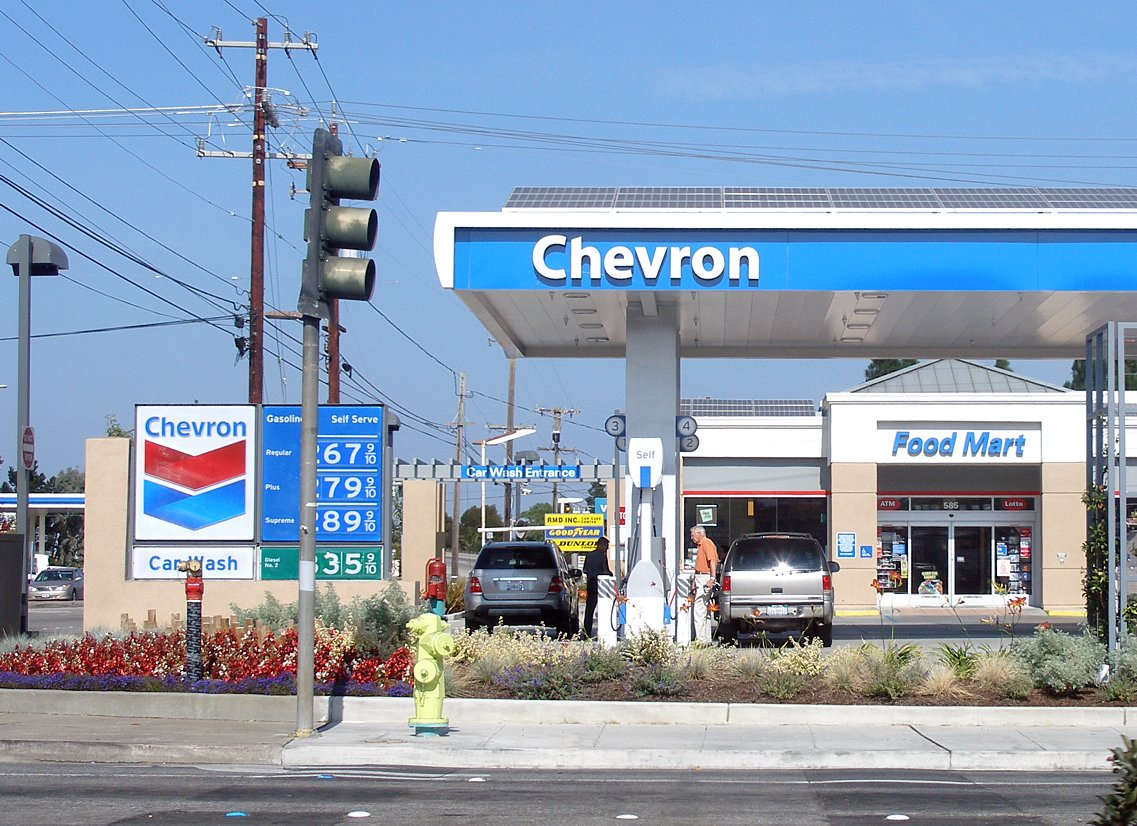
2001年までに、オボニックステクノロジー(会社名)は石油会社シェブロンによって所有された。

2000年10月、石油会社テキサコは、GMオボニックスのゼネラルモーターズ持ち分の購入を発表した。テキサコ自体は数日後に発表されたライバルのシェブロンに買収された(そして1年後に完成した)。
当時、トヨタはカリフォルニアで販売されているelectric RAV4 SUVでNiMHバッテリーを使用していた。
2001年3月、シェブロン傘下のオボニックスは、トヨタのバッテリーサプライヤーであるパナソニックとトヨタ自身に対して特許侵害訴訟を起こし、2004年に交渉による和解に至った。この合意には、各社の特許の広範なクロスライセンス、ニッケル水素電池技術を改善するための共同研究事業、パナソニックとトヨタによる特定の輸送用途での大型 NiMH 電池の2010年までの使用禁止が含まれていた。-シェブロンテキサコが禁止している-NiMHバッテリーの具体的な輸送用途についての情報は、トヨタに出された箝口令により隠蔽された。
このようにして、シェブロンテキサコは、トヨタに第一世代のトヨタ RAV4 EV の生産を終了させた。しかし、既存のRAV4 EVは潰れなかった。裁判所が手続停止の動議を認めた後(2002年1月)、ICCもその手続を保留することに同意し、カリフォルニア州法ではそうする必要はなかったが、トヨタは以前はリースでしか利用できなかった、RAV4 EVの購入を顧客に許可し(2002年3月以降)、 - そしてカリフォルニア州大気資源委員会のZEV指令を伴うMOAに基づくトヨタの義務はすでに満たされていた。また、訴訟手続停止期間中も製造・販売は継続しており、最後に納入された車両は、スペアパーツから車両を組み立てるなど、非標準の製造技術で構築する必要があったにもかかわらず(納入は2003年9月まで継続)、両当事者が仲裁合意を締結する(2002年12月)前にすぐに販売が終了(2002年11月)した。これは、トヨタの少なくとも一部の人々が電動RAV4を存続させたいという明らかな関心を示している。

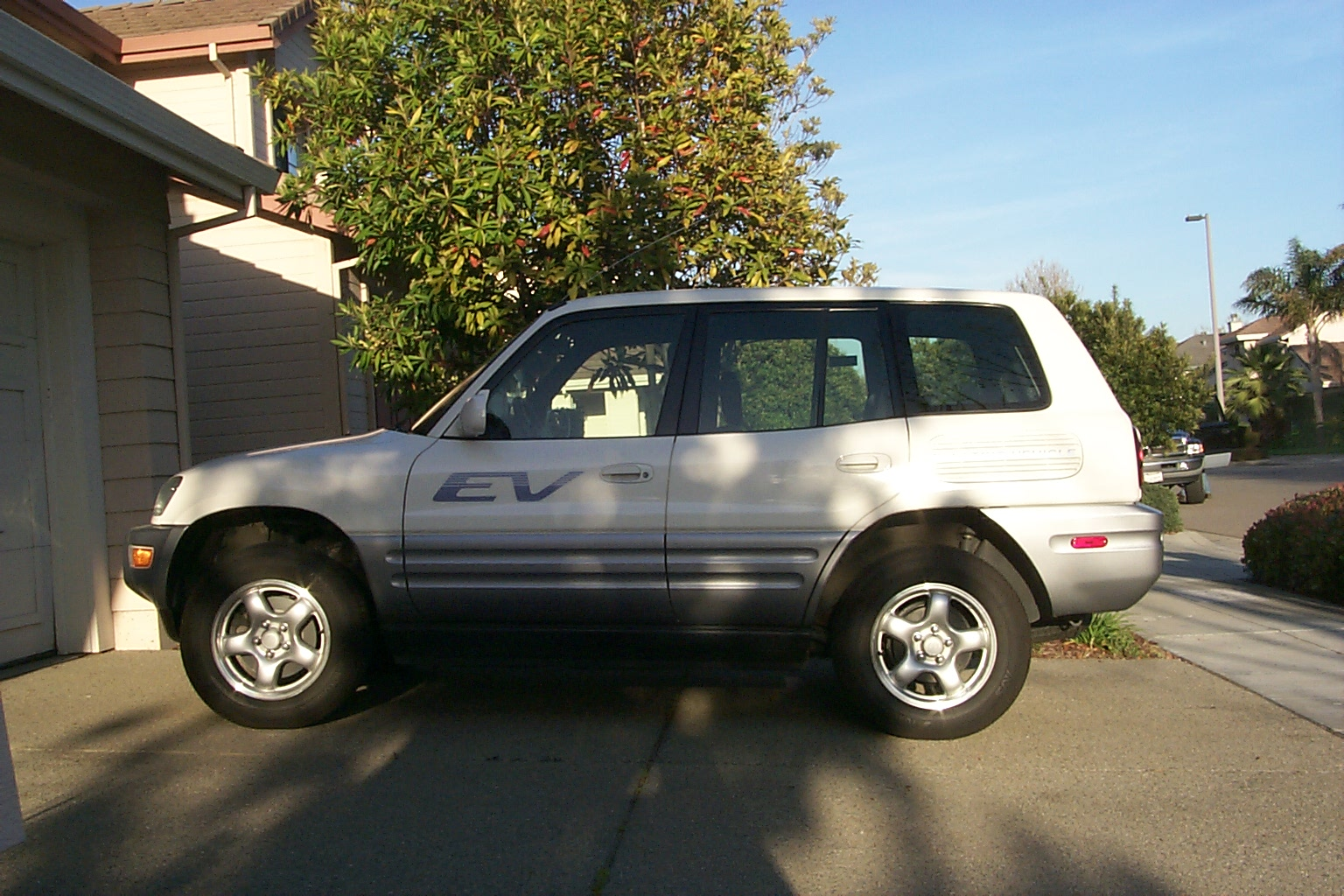
シェブロンは、トヨタにRAV4 EVの生産を停止させ、2010年6月30日まで特定の大型自動車用NiMHバッテリーの「商用数量」の販売を禁止した。

第1世代のRAV4 EVが強制的に製造中止になった後、シェブロンが保有する特許が失効するまで、新しいNiMH電気自動車が米国で販売またはリースされることはなかった。 シェブロンによってプラグイン車を放棄することを余儀なくされたトヨタは、非プラグインプリウスハイブリッドでNiMHバッテリーを使用し続けた。
2003年、テキサコ・オボニック・バッテリー・システムズは、現在はエナジー・コンバージョン・デバイセズ(ECD)オボニックスとして知られる シェブロン・テキサコとオボニックスの間の50:50ジョイント・ベンチャーであるコバシスに再編された。エナジー・コンバージョン・デバイセズは、シェブロンの子会社から4,376,633株の株式を買い戻すオプションを行使したことを発表し、このオプションは(株式を)取り消して、承認された未発行の状態に戻した。これは、2003年1月15日の提出書類でシェブロン・テキサコが所有していると記載されていた正確な株式数である。
シェブロン・テキサコはまたNiMH技術の販売またはライセンス供与に対する拒否権も保持していた。さらに、シェブロン・テキサコは、ECDオボニックスが契約上の義務を履行しなかった場合に、コバシスのすべての知的財産権を差し押さえる権利を維持した。2007年9月10日、シェブロン・テキサコ (現在は単に「シェブロン」として知られている) は、ECDオボニックスがその義務を履行していないと主張して訴訟を起こした。ECDオボニックスはこの主張に異議を唱えた。GMへのコバシスの売却について当事者がゼネラルモーターズと交渉している間、仲裁の公聴会は繰り返し中断された。2008年3月の時点で、GMとは合意に達していなかった。
en:Sherry Boschertは、2007年の著書「Plug-in Hybrids: The Cars that Will Recharge America」の中で、大型のNiMHバッテリー(つまり、25アンペア時以上)は商業的に実行可能であるが、コバシスはこれらのバッテリーの非常に大量の注文 (10,000台以上) のみを受け付ける。その結果、このポリシーにより、小規模な企業や個人がそれらを購入することができなくなる。また、大規模な自動車メーカーが新しいPHEVおよびEV設計のテスト車両を開発することもできなくなる。トヨタの従業員は、既存の825台のRAV4 EVにサービスを提供するために大型のNiMHバッテリーを少量注文するのが難しいと不満を漏らしていた。他の企業は大規模な注文を喜んで行っていなかったため、コバシスは自動車用の大型NiMHバッテリー技術を製造したりライセンス供与したりしなかった。BoschertはワシントンDCの電気自動車協会会長であるDave Goldsteinを引用すると「数百万ドル規模のバッテリー組み立てラインを設置するコストは、年間100,000個のバッテリー(約12,000台のEV)の注文を3年間保証しなければ正当化できないため、このポリシーが必要であると述べている」。Boschertは次のように結論付けている、「コバシス(シェブロン)は、ガソリンの競争相手を排除するために、特許ライセンスの管理を通じて、大型NiMHバッテリーへのすべてのアクセスを抑圧している可能性がある。あるいは、コバシスが単に市場を独占したいと考えており、主要な自動車メーカーがプラグイン ハイブリッド車や電気自動車の生産を開始するのを待っている可能性もある」。
The Economist とのインタビューで、オブシンスキーは前者の見解を支持した。「率直に言って、私たちECDは石油産業との合弁事業を行ったのは間違いだったと思います。また、むしろビジネスを構築するよりも、事業を廃業に追い込むような戦略を持つ人と事業を始めるのは良い考えではないと思います」。しかし、同じインタビューで、「コバシスがその理由で他人が作るのを妨げているというのはあなたの意見ですか?」と尋ねられたとき、彼は、「コバシスは誰も妨げていません。コバシスには現金の注入が必要なだけです」と答えた。
2007年10月、International Acquisitions Services, Inc. と Innovative Transportation Systems AG は、コバシスとその親会社に対し、Innovan 電気自動車で使用される大型NiMHバッテリーの、以前に合意された大規模な注文への対応を拒否したとして、訴訟を起こした。
2008年8月、メルセデス・ベンツは、以前に合意したNiMHバッテリーの大規模な注文の履行を再び拒否したとして、コバシスを訴えた。

## オボニクス・バッテリー・テクノロジーの法的地位のタイムライン
複数の企業が、オボニクスの特許を利用せずにNiMHバッテリー技術の開発を試みてきた。Electro Energy Inc. は en:CalCars と協力して、トヨタ・プリウスをハイブリッド電気自動車から独自のバイポーラNiMHバッテリーを使用するPHEVに改造した。Plug-In Conversions は Nilar NiMH バッテリーと EAA-PHEV オープンソース制御システムをプリウスPHEVコンバージョンに使用している。これらの組織は、彼らのNiMHバッテリー技術はコバシスの特許の対象外であるため、これらの開発は許容できると主張している。これらのバッテリーは、2007年後半に市販された。
- 2009年
  - 7月28日、Automotive Newsは、コバシスがシェブロンとエナジー・コンバージョン・デバイセズから、ボッシュとサムスンの合弁会社であるバッテリーメーカー SB LiMotive によって買収されると報じた[33]。2009年のコバシス売却時に、NiMHバッテリー技術の管理はECDオボニックスに戻された[34]。
  - 10月、ECDオボニックスは、同社の次世代NiMHバッテリーが、リチウムイオンバッテリーよりも大幅に低いコストで、リチウムイオンバッテリーに匹敵するエネルギー比とパワー比を提供すると発表した[35]。
- 2010年
  - 2月3日、特許 JP2003504507 が拒否されたため、日本における特許の障害が取り除かれた[36]。
  - 7月2日、特許 US6413670 は、特許出願から8年目の手数料の支払いがないために失効し、米国での特許の負担がなくなった[3]。
- 2012年
  - 2月14日、BASF は、エナジー・コンバージョン・デバイセズ Inc. からオボニック・バッテリー・カンパニーを買収したと発表した。しかしシェブロン社は自動車用ニッケル水素マルチセル・バッテリーパックの特許 US6969567 を2018年8月23日の有効期限まで[37]保有していた[38]。この特定の特許の4年目(2008年)と8年目(2012年)の維持費が支払われた[39]。
- 2019年12月現在、ステータスは「2019-12-04 申請ステータスは期限切れ - 料金関連」であった[37]。